# Erik Leonard Ekman
Erik Leonard Ekman (Estocolm, 14 d'octubre de 1883 - Santiago de los Caballeros, R. Dominicana, 15 de gener de 1931) va ser un botànic i explorador suec.

## Biografia
Ekman va obtenir el seu grau de batxiller l'any 1907 a la Universitat de Lund en el sud de Suècia, i li va ser ofert un passatge amb vaixell a l'Argentina amb una companyia naviliera sueca. Allà va passar 3 mesos a Misiones col·lectant plantes, ajudat per la colònia sueca que s'havia establert en aquesta àrea. Mentrestant se li va oferir un lloc d'amanuense Regnelliano en el Museu Suec d'Història Natural a Estocolm, el qual va acceptar gratament. Va començar el seu servei en el museu l'any 1908. Gràcies al suport financer del fons Regnell, va poder viatjar àmpliament per Europa i estudiar amb molts dels botànics prominents de l'època.
Ekman va presentar la seva dissertació doctoral a Lund l'any 1914. En el mateix any se suposava que partís en la tercera expedició Regnelliana a Sud-amèrica. El seu objectiu era Brasil, però Ekman va rebre una instrucció dels professors Ignatius Urban (de Berlín) i C. Lindman (d'Estocolm) per fer petites parades a Cuba (1 mes) i en la Hispaniola (8 mesos) per col·lectar espècimens per al projecte botànic "Symbolae Antillanae" d'Urban. Ekman va acceptar fer-ho sota protesta, però tot va empitjorar després per la demora addicional de dos anys del seu pla original d'anar a Brasil a causa del començament de la Primera Guerra Mundial, disturbis polítics en Haití, i una epidèmia de pesta a Cuba.
Ekman va desembarcar a l'Havana l'any 1917 i va romandre a Cuba durant 10 anys, excepte per una curta vista a Haití en el primer any de la seva arribada. Després de diverses discussions i pressions des d'Estocolm, per part de la Reial Acadèmia Sueca de Ciències, Ekman va tornar finalment a Haití el 1924, on va començar un intens període de treball de camp fins al 1928, quan va ser a la República Dominicana per seguir amb més estudis.
Cap a finals de 1930, Ekman havia decidit complir finalment la seva missió original: Brasil. No obstant això, el viatge mai va ocórrer, a causa que Ekman va morir sobtadament a l'edat de 47 anys el 15 de gener de 1931, a la ciutat de Santiago de los Caballeros a República Dominicana. Va morir de grip després d'haver estat abatut i afeblit per pneumònia, atacs de malària i febres de vòmit negre. Mai va tornar a Suècia des que la va abandonar per segona vegada.
Ekman va ser enterrat a Santiago on també van ser erigides una estàtua i una placa per honrar-ho. Existeixen també carrers que porten el seu nom a les ciutats de Santiago i de Santo Domingo.

## Llegat
Ekman va contribuir amb el coneixement de la flora de les Antilles més que cap altre científic prèviament. Va descriure més de 2000 espècies noves per a la ciència (una gran quantitat de les quals van ser nomenades amb el seu nom), essent encara més notori això atès que per aquest període es considerava que la flora del Carib estava bastant ben documentada.
Les seves col·leccions són usades encara molt activament en la investigació sobre la flora de les Antilles.
Ekman va col·lectar 36.000 espècimens, que amb els duplicats sumen més de 150.000 espècimens. També va fer alguns descobriments geogràfics, va dibuixar nous mapes de les muntanyes d'Haití i va ser un dels primers a mesurar amb major precisió la més alta muntanya de les Antilles, el Pico Duarte. Ekaman va col·lectar també aus, mamífers i rèptils.

## Honors
A Cuba existeix un departament especial en el Jardí Botànic Nacional que porta el seu nom, que conté espècies de plantes que estan relacionades amb les seves obres.
La fundació sueca Institut Ekman va ser establerta l'any 1991 en el seu honor. Els objectius de la fundació són intensificar l'intercanvi científic i cultural entre Suècia i els països Antillans.
Un treball biogràfic sobre Ekman està en realització (autors Thomas A. Zanoni (Nova York) i Roger Lundin (Suècia). Aquesta biografia tractarà tant sobre la seva vida com sobre la seva obra.

### Epònims
De les seves col·lectes, més de quatre-centes espècies porten el seu nom, com el Antrostomus ekmani, i els gèneres:
1. (Asteraceae) Ekmania Gleason[1]
2. (Asteraceae) Ekmaniopappus Borhidi[2]
3. (Asteraceae) Elekmania B.Nord.[3]
4. (Melastomataceae) Ekmaniocharis Urb.[4]
5. (Myrtaceae) Myrtekmania Urb.[5]
6. (Piperaceae) Manekia Trel.[6]
7. (Poaceae) Ekmanochloa Hitchc.[7]